# Princess (Schiff, 1989)
Die Princess ist ein Fahrgastschiff der deutschen Reederei Kapitän Prüsse. Sie wurde 1989 als Stad Zierikzee an eine niederländische Reederei abgeliefert und ist seit 1995 für Adler-Schiffe im Einsatz. Sie fährt zumeist auf dem Nord-Ostsee-Kanal, der Elbe und der Eider sowie daneben auch auf der Weser, der Hunte und der Stör. Ihr Heimathafen ist Rendsburg. Von 1995 bis 2017 trug sie den Namen Adler Princess.

## Geschichte

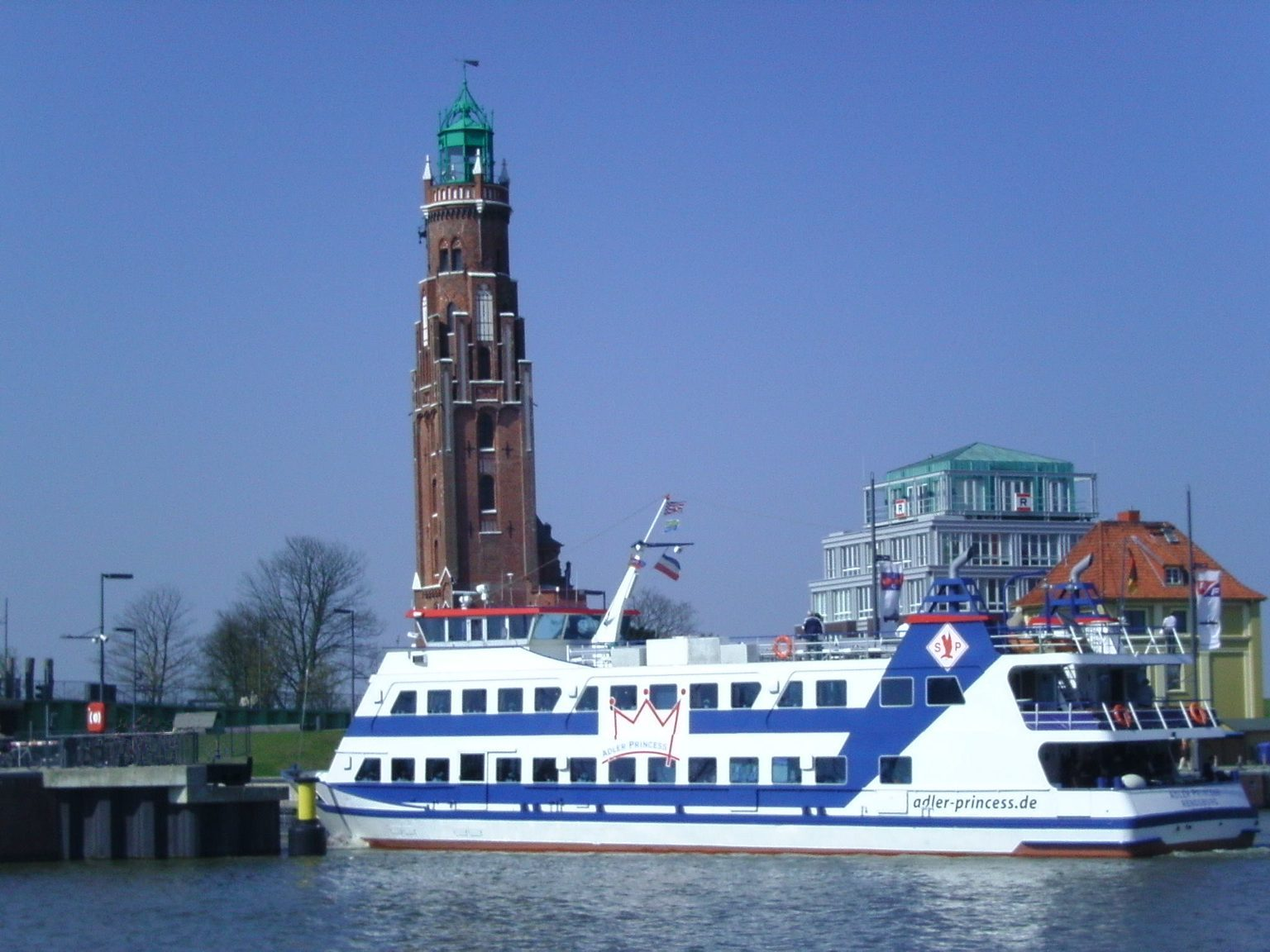
Das Schiff als Adler Princess 2010 in Bremerhaven.

Die Princess wurde 1989 mit dem Namen Stad Zierikzee an die Rederij Den Breejen in Zierikzee abgeliefert. Sie kam zunächst auf Fahrten von Zierikzee auf der Oosterschelde zum Einsatz.
Das Schiff wurde 1995 an Sven Paulsen (Adler-Schiffe) verkauft und in Adler Princess umbenannt. Anfangs wurde die Adler Princess auf Butterfahrten zwischen Kamminke (Usedom) und Nowe Warpno (Polen) eingesetzt, die bis zum EU-Beitritt Polens am 1. Mai 2004 erfolgten. Das Schiff wurde danach in Altwarp aufgelegt. Seit 2006 wird es unter anderem für Tagesfahrten auf dem Nord-Ostsee-Kanal der Elbe und der Eider genutzt. Oftmals begleitet die  Princess auch große Veranstaltungen wie zum Beispiel die Hanse Sail.
Im Dezember 2016 wurde die Adler Princess in Hamburg durch ein Feuer beschädigt. Danach wurde sie bis April 2017 bei der Jöhnk-Werft in Hamburg-Harburg repariert und umgebaut, wobei das Schiff eine moderne Inneneinrichtung, eine neue Farbgebung sowie den verkürzten Namen Princess bekam. Die Princess wurde seitdem auch auf der Weser und der Hunte zwischen Bremerhaven, Bremen und Oldenburg eingesetzt, seit Sommer 2021 für Hafenrundfahrten in Świnoujście (Swinemünde).
Seit März 2022 ist die Princess zurück in Hamburg und wird täglich für Hafenrundfahrten an den Landungsbrücken sowie samstags für die Veranstaltungsreihe Bootsparty Hamburg genutzt. Das Schiff gehört mittlerweile zur Reederei Kapitän Prüsse.